# At Coney Island
At Coney Island è un cortometraggio muto del 1912 diretto e interpretato da Mack Sennett con Mabel Normand e Ford Sterling.

## Produzione
Prodotto dalla Keystone, fu girato in parte a Coney Island a Brooklyn nel luglio 1912. Conosciuto anche con il titolo Cohen at Coney Island.

## Distribuzione
Il film uscì nelle sale il 28 ottobre 1912, distribuito dalla Mutual Film. Nelle proiezioni, veniva programmato con il sistema dello split reel, accorpato in un'unica bobina con un altro cortometraggio di Sennett, The Grocery Clerk's Romance.